# Il grande regista
Il grande regista (The Big Picture) è un film del 1989 diretto da Christopher Guest.

## Trama
Nick Chapman, originario del Midwest, studente di cinema e aspirante scrittore / regista, si ritrova il vincitore di un prestigioso concorso cinematografico studentesco a Los Angeles. Durante la notte, i VIP di Hollywood vogliono fare accordi con Nick. Si stabilisce su un bizzarro agente per rappresentarlo e firma un accordo con un importante studio cinematografico per realizzare il film dei suoi sogni.
Nick trova sgradevole il "processo" dello studio di Hollywood ed è costretto a fare molti compromessi creativi, ma ora ha soldi e incontra velocemente nuovi amici di Hollywood. Allo stesso modo, l'ormai colpito Nick getta in mare vecchi amici, mentre il suo immediato successo affolla le sue vecchie relazioni, incluso quello con la sua ragazza, Susan.
Il nuovo mondo di Nick viene improvvisamente capovolto di nuovo quando un nuovo capo dello studio decide di annullare il suo progetto cinematografico. Incapace di stipulare nuovi accordi cinematografici, Nick istruito all'università è ridotto a lavori entry-level per pagare le bollette come un ragazzo di autobus, un commovente, un addetto alle vendite fredde e un addetto alla consegna di messaggi. La sua vita è rievocata in parti di film.
Alla fine, un umile e pentito Nick si riunisce con vecchi amici e, con Susan, scolpisce un percorso inaspettato per ottenere il suo film, questa volta alle sue condizioni.